# Полсби, Нельсон
Нельсон Вулф Полсби (англ. Nelson Woolf Polsby; 25 октября 1934 — 6 февраля 2007) — американский политолог, профессор Калифорнийского университета в Беркли, член Американской академии искусств и наук.

## Биография
Родился в Норидже (штат Коннектикут). Профессиональное образование получил в Университете Джонса Хопкинса (бакалавр), в Йельском университете (магистр, доктор).
Преподавал в Висконсинском университете в Мадисоне и Уэслианском университете, с 1967 года в Калифорнийском университете в Беркли. В 1988-1999 годах директор Института политических исследований при Калифорнийском университете в Беркли.
В 1971-1977 годах главный редактор журнала «Американское политическое обозрение».
Нельсон Полсби автор 15 книг, среди которых: Последняя партийная реформа, 1983; Политические инновации в Америке, 1984; Конгресс и президентство, 1986.

## Признание
- Член Американской академии искусств и наук.
- Член Американской ассоциации содействия развитию науки.
- Член Совета по международным отношениям.